# نینا آیخینر
نینا آیشینگر (آلمانی: Nina Eichinger؛ زادهٔ ۱۶ سپتامبر ۱۹۸۱) هنرپیشه و مجری تلویزیون اهل آلمان است.
از فیلم‌ها یا برنامه‌های تلویزیونی که وی در آن نقش داشته‌است می‌توان به گره بادر ماینهوف، سه تفنگدار اشاره کرد. او دختر برند آیشینگر، تهیه کننده و کارگردان فقید آلمانی می باشد.